# Coll de l'Abellar
El Coll de l'Abellar és un coll i un jaciment arqueològic d'època paleolítica al limit dels termes municipals de la Pobla de Cérvoles i Vilanova de Prades (Les Garrigues), inclòs a l'Inventari del Patrimoni Arqueològic i Paleontològic de Catalunya.
Es troba en terreny erm i cobert de bosc. S'ubica a la zona del coll de l'Abellar, al nord-oest del poble de Vilanova de Prades, a prop de la confluència dels límits municipals de la Pobla de Cérvoles, el Vilosell i Vilanova de Prades.
S'ha interpretat com un lloc o centre de producció i explotació taller de sílex.
El jaciment del Coll de l'Abellar va ser descobert l'any 1970 per Salvador Vilaseca. La visita realitzada el 1984 no es va trobar cap artefacte arqueològic que confirmés l'existència del jaciment. El mateix cas va passar l'any 2004. En aquest indret S. Vilaseca s'hi va trobar una ascla de sílex subtriangular retocada.